# مفترق طرق (مسلسل)
مفترق طُرق هو مسلسل تلفزيوني مصري عُرض في عام 2024 على منصة شاهد، من بطولة هند صبري، إياد نصار، ماجد المصري وجومانا مراد، ومن إخراج محمد يحيى مورو.

## قصة المسلسل
تجد أميرة نفسها في مفترق الطرق؛ بعد القبض على زوجها المحافظ عمر في قضايا مخلة بالشرف، فتقرر العودة إلى مهنة المحاماة، حتى تتمكن من إعالة أسرتها، ويساندها صديقها القديم المحامي يحيى.

## الممثلون
- هند صبري: أميرة
- إياد نصار: يحيى
- ماجد المصري: عمر
- علي الطيب: رامز
- جومانا مراد: دارين
- هدى المفتي: ولاء حنفي
- جودي مسعود: زينة
- يوسف الكدواني
- مؤمن نور
- نهى عابدين: هنا
- ليلى عز العرب: سلوى
- أحمد كشك
- سامي مغاوري
- عمرو صالح: نادر نور
- ميدو عبدالقادر: فادي
- سليم هاني: خالد
- محمد زيزو
- يوسف رأفت
- رنا خطاب
- مها بهنسي
- هشام الشاذلي
- ريهام محيي
- إيمان الشريف
- عماد صفوت
- مريم أمين
- رامي الطمباري
- عبدالرحمن القليوبي
- محمد يوسف
- أحمد عتريس
- كريم أدريانو
- بتول الحداد
- مجدي توفيق
- محمد البوهي
- خالد بدوي
- محمد الدسوقي
- آدم وهدان
- أحمد خيري
- روان الغابة
- أشرف زكي
- عمر زهران
- سمر علام
- إسراء أحمد
- محمد جمال قلبظ
- عبير فاروق
- أيمن الشيوي
- أسما سليمان
- زينب العبد
- منة بدر تيسير
- عمر رزيق
- حسن العدل
- نرمين زعزع
- عزوز عادل
- عمرو عثمان
- زينب عبدالوهاب
- فرح يوسف
- عمرو صحصاح
- محمد أبو داوود
- أميرة العايدي
- جيهان خيري
- رحمة أحمد
- ملك بدوي
- عاطف عمار: خيري زيدان
- سماح زيدان
- نادين عصام